# Чаббак (Айдахо)
Чаббак (англ. Chubbuck) — місто в окрузі Беннок, штат Айдахо, США. На 2009 чисельність населення становила 12 483 особи.

## Історія
Свою назву Чаббак отримало від імені провідника місцевої залізниці Ерла Чаббака з Блекфута. Склад, який обслуговував Чаббак, займався перевезенням цукрового буряка, основного тоді продукту, виробленого в місцевості. Спочатку населений пункт отримав назву Чаббак-Біт-Ран (англ. Chubbuck Beet Run, «Буряковий прогін Чаббак»), скоротившись згодом до сучасного «Чаббак». 1951 року Чаббак отримав статус міста.

## Географія та клімат
Чаббак розташований за координатами 42°55′21″ пн. ш. 112°28′10″ зх. д. / 42.92250° пн. ш. 112.46944° зх. д. (42.922627, -112.469476), в північно-західній частині округу Беннок. За даними Бюро перепису населення США в 2010 році місто мало площу 10,87 км², з яких 10,85 км² — суходіл та 0,02 км² — водойми.
Висота центральної частини міста становить 1 353 м. Відстань безпосередньо до столиці штату, Бойсе, становить 330 км.
Через місто проходять автомагістралі I-86, I-15, US-91 та US-30.
| Кліматограма Чаббака (наведені дані по Покателло)                                                            | Кліматограма Чаббака (наведені дані по Покателло) | Кліматограма Чаббака (наведені дані по Покателло) | Кліматограма Чаббака (наведені дані по Покателло) | Кліматограма Чаббака (наведені дані по Покателло) | Кліматограма Чаббака (наведені дані по Покателло) | Кліматограма Чаббака (наведені дані по Покателло) | Кліматограма Чаббака (наведені дані по Покателло) | Кліматограма Чаббака (наведені дані по Покателло) | Кліматограма Чаббака (наведені дані по Покателло) | Кліматограма Чаббака (наведені дані по Покателло) | Кліматограма Чаббака (наведені дані по Покателло) |
| --- | ------------------------------------------------- | ------------------------------------------------- | ------------------------------------------------- | ------------------------------------------------- | ------------------------------------------------- | ------------------------------------------------- | ------------------------------------------------- | ------------------------------------------------- | ------------------------------------------------- | ------------------------------------------------- | ------------------------------------------------- |
| С | Л                                                 | Б                                                 | К                                                 | Т                                                 | Ч                                                 | Л                                                 | С                                                 | В                                                 | Ж                                                 | Л                                                 | Г                                                 |
| 24 −1 −6 | 23 3 −2                                           | 30 8 2                                            | 27 14 7                                           | 41 19 11                                          | 25 24 16                                          | 17 29 19                                          | 20 29 19                                          | 21 23 14                                          | 27 16 8                                           | 25 7 1                                            | 24 0 −5                                           |
| Середня макс. і мін. температури повітря (°C) Атмосферні опади (мм), за рік : 305,2 мм. Джерело: weather.com |                                                   |                                                   |                                                   |                                                   |                                                   |                                                   |                                                   |                                                   |                                                   |                                                   |                                                   |

## Населення

### Перепис 2010 року
Згідно з переписом 2010 року, у місті проживало 13 922 осіб у 4 732 домогосподарствах у складі 3 586 родин. Густота населення становила 1282,9 особи/км². Було 4 961 помешкання, середня густота яких становила 457,1/км². Расовий склад міста: 90,5 % білих, 0,4 % афроамериканців, 2,4 % індіанців, 1,1 % азіатів, 0,3 % тихоокеанських остров'ян, 2,3 % інших рас, а також 3,0 % людей, які зараховують себе до двох або більше рас. Іспанці і латиноамериканці незалежно від раси становили 7,5 % населення.
Із 4 732 домогосподарств 44,7 % мали дітей віком до 18 років, які жили з батьками; 60,0 % були подружжями, які жили разом; 11,0 % мали господиню без чоловіка; 4,8 % мали господаря без дружини і 24,2 % не були родинами. 19,9 % домогосподарств складалися з однієї особи, в тому числі 8,3 % віком 65 і більше років. В середньому на домогосподарство припадало 2,94 мешканця, а середній розмір родини становив 3,40 особи.
Середній вік жителів міста становив 30,2 року. Із них 33,5 % були віком до 18 років; 8,4 % — від 18 до 24; 27,9 % від 25 до 44; 20,3 % від 45 до 64 і 10 % — 65 років або старші. Статевий склад населення: 48,6 % — чоловіки і 51,4 % — жінки.
Середній дохід на одне домашнє господарство  становив 61 562 долари США (медіана — 50 368), а середній дохід на одну сім'ю — 70 040 доларів (медіана — 60 528). Медіана доходів становила 50 246 доларів для чоловіків та 33 125 доларів для жінок. За межею бідності перебувало 14,3 % осіб, у тому числі 15,1 % дітей у віці до 18 років та 12,9 % осіб у віці 65 років та старших.
Цивільне працевлаштоване населення становило 6068 осіб. Основні галузі зайнятості: освіта, охорона здоров'я та соціальна допомога — 26,2 %, роздрібна торгівля — 12,6 %, виробництво — 10,0 %, науковці, спеціалісти, менеджери — 8,6 %.

### Перепис 2000 року
Згідно з переписом 2000 року, в місті проживало 9 700 осіб у 3 190 домогосподарствах у складі 2 491 родин. Густота населення становила 1 058,0 особи/км². Було 3 377 помешкань, середня густота яких становила 368,3/км². Расовий склад населення за оцінками на 2000 рік:
- білі — 89,6 %;
- афроамериканці — 0,2 %;
- індіанці — 2,7 %;
- азіати — 2,4 %;
- інші раси — 2,0 %;
- дві і більше раси — 2,6 %;
- іспанці та латиноамериканці незалежно від раси — 5,38 %.

Із 3 190 домогосподарств 45,4 % мали дітей віком до 18 років, які жили з батьками; 63,4 % були подружжями, які жили разом; 10,7 % мали господиню без чоловіка, і 21,9 % не були родинами. 18,4 % домогосподарств складалися з однієї особи, в тому числі 7,2 % віком 65 і більше років. В середньому на домогосподарство припадало 3,02 мешканця, а середній розмір родини становив 3,46 особи.
Віковий склад населення: 33,9 % віком до 18 років, 10,5 % від 18 до 24, 27,6 % від 25 до 44, 19,3 % від 45 до 64 і 8,7 % років і старші. Середній вік жителів — 29 року. Статевий склад населення: 49,4 % — чоловіки і 50,6 % — жінки.
Середній дохід домогосподарств у місті становив US$41 688, родин — $48 138. Середній дохід чоловіків становив $40 726 проти $25 230 у жінок. Дохід на душу населення в місті був $15 936. Приблизно 9,1 % родин і 12,0 % населення загалом перебували за межею бідності, включаючи 15,1 % віком до 18 років і 6,6 % від 65 і старших.